# 割礼 (シニョレッリ)
『割礼』（かつれい、伊: Circoncisione）は、イタリアのルネサンス期の画家ルカ・シニョレッリが1490〜1491年ごろに制作したイエス・キリストの割礼の絵画である。1882年にロンドンのナショナル・ギャラリーに購入された。

## 概要
割礼はイエスの命名の機会でもあり、割礼以前のカトリックの信仰はイエスの聖名に重点が置かれている。この作品は、ヴォルテッラのサン・フランチェスコ教会の割礼礼拝堂の祭壇 （シニョレッリがメディチ家のために仕事をしていた）のために、地元の「イエスの聖名の同心会」によって委託された。同主題の多くのルネサンス絵画のように、画面の後部に抱神者シメオンを含めることで、神殿奉献の場面と組み合わせ、主題を膨らませている。ルネサンスの美術史家であり、芸術家であったジョルジョ・ヴァザーリは絵画を見たが、湿度によって損傷を受けたと記した。幼子イエスはソドマにより描き直された。
背景は多色の玉が付いた豪華な壁龕で形成され、2つのメダリオンが一人の預言者とシビルの巫女を表している。聖書に記載されているイエスの割礼から取られた混雑した場面である以上に、本作はおそらく、シニョレッリの師匠、ピエロ・デラ・フランチェスカによる『ブレラ祭壇画』から引用されたものである。
左側の男性の衣服の縞模様は当時の流行で一般的であり、シニョレッリ自身による『鞭打ちの旗』（ブレラ美術館）など、いくつかの同時代の絵画で見ることができる。